# Bakılı Baku
Bakılı Baku (azer. Bakılı Futbol Klubu) – azerski klub piłkarski, z siedzibą w Baku. 

## Historia
Chronologia nazw:
- 1963–1991: Araz Baku
- 1995–1997: Araz Baku
- 1998: Bakılı Baku
- 1998–2000: Bakılı Nachiczewan
- 2000–...: Bakılı Baku

Piłkarska drużyna Araz została założona w mieście Baku w 1995 przez Ebilov Misir Settaroglu i składał się z piłkarzy amatorów. Chociaż jeszcze w latach 1990-1991 klub z identyczną nazwą występował w Wtoroj Niższej Lidze. 
27 marca 1997 klub zarejestrował się jako profesjonalny, a latem zgłosił się do rozgrywek w Wyższej Lidze Azerbejdżanu, w której występował do 1999. 3 lutego 1998 zmienił nazwę na Bakılı Baku. Po sezonie 1998/99 klub spadł do Birinci Divizionu, a dopiero w 2003 ponownie startował w Yuksek Liqa. Po dwóch sezonach gry w najwyższej lidze ponownie spadł do Birinci Divizionu. W sezonie 2008/09 kolejna próba gry w Premyer Liqa okazała się nieudaną, i klub powrócił do drugiej ligi.

## Sukcesy
- Mistrzostwa Azerbejdżanu:

7. miejsce: 2003/04
- Puchar Azerbejdżanu:

półfinalista: 2003/04